# Thammaca
Thammaca Simon, 1902 è un genere di ragni appartenente alla famiglia Salticidae.

## Distribuzione
Le due specie oggi note di questo genere sono diffuse in Brasile e Perù.

## Tassonomia
A maggio 2010, si compone di due specie:
- Thammaca coriacea Simon, 1902 — Brasile
- Thammaca nigritarsis Simon, 1902[2] — Perù, Brasile